# Sensible World of Soccer
Sensible World of Soccer est un jeu vidéo de football conçu et développé en 1994 par Sensible Software. Il succède à Sensible Soccer, le jeu à succès de 1992 qui est aussi un jeu de football en 2D avec un mode de gestion globale. Tous les acteurs de toutes les équipes de l'ensemble des ligues professionnelles dans le monde de cette époque y sont inclus, ainsi que toutes les compétitions nationales et internationales pour tous les clubs et équipes nationales à travers le monde. Il existe au total plus de 1 500 équipes et 27 000 joueurs inclus dans le jeu.
Bien que le gameplay soit très simple (il se compose juste de huit directions et d'un bouton de tir en cas de besoin), une grande variété d'actions contextuelles peut être effectuée sans touches prédéfinies.
En 2007, Henry Lowood, conservateur de l'histoire des sciences et des Collections Technologiques de l'université Stanford, a dressé, en collaboration avec les concepteurs de jeu Warren Spector et Steve Meretzky, le chercheur Matteo Bittanti et le journaliste Christopher Grant, une liste définitive des "dix jeux vidéo les plus importants de tous les temps". Cette liste comprenait Sensible World of Soccer aux côtés de titres novateurs comme Spacewar!, Tetris, SimCity et Doom. L'inclusion de Sensible World of Soccer dans cette liste est à noter sur trois points: il est le seul jeu dans la liste développé en Europe, c'est le seul jeu de sport de la liste mais aussi le jeu le plus récent de la liste.

## Mode carrière
L'objectif principal de Sensible World of Soccer est de gérer un club de votre choix, et soit s'asseoir et les regarder jouer dans la voiture-mode—ou contrôler les joueurs comme vous le feriez dans n'importe quel jeu Sensible Soccer, en mode Joueur-Manager.
Chaque équipe a reçu une équipe de 16 joueurs qui ont différents points forts de la vitesse par exemple, tirs et tacles. Leur prix sur le marché des transferts est calculé sur la base de ces valeurs. L'utilisateur peut acheter des joueurs d'autres clubs en leur offrant une somme d'argent et/ou acteurs de leur propre équipe dans une partie de l'offre d'échange. Pour être en mesure d'acheter les joueurs plus forts et de les garder, il faut gagner de l'argent avec succès aux différents concours. Dans le temps d'une carrière qui dure 20 ans, le gestionnaire joueur peut obtenir des offres d'emploi d'autres clubs et aussi d'une équipe nationale, en fonction de son succès.

## Chanson en titre
Goal Scoring Superstar Hero de Jon Hare et Richard Joseph († 2007), chantée par Jackie Reed, a été composée pour SWOS. Le titre tire parti des possibilités de l’Amiga en termes de programmation musicale : l’utilisation de samples laisse aux compositeurs la liberté d’intégrer des voix dans le morceau. La chanson originale publiée en 2004 n'avait qu'un seul verset, pour la version des jeux publiés en 2006 Hare a écrit deux vers de plus en lui et Joseph a réenregistré la chanson originale avec le chanteur Jackie Reed, qui apparaît également avec l'équipe Sensible à l'introduction vidéo pour le jeu sur certains formats. Les versions CD de la version 2006 du jeu comprennent également l'enregistrement studio de 2006 en tant que piste audio.